# Horné Zahorany
Horné Zahorany (in ungherese: Tóthegymeg, in tedesco: Windisch-Heiligenkreuz) è un comune della Slovacchia facente parte del distretto di Rimavská Sobota, nella regione di Banská Bystrica.
Il villaggio è citato per la prima volta nel 1323 con il nome di Hegmeg, come feudo dei conti Balog. Nel 1400 passò ai Derencsény che lo detennero fino al XVI secolo. Nel 1566 fu distrutto dai turchi. Successivamente passò alla Signoria di Paderovce e Lukovištia.